# Interleucina 3
La Interleucina-3 (IL-3) es una interleucina, un tipo de señal biológica (citocina) que puede mejorar la respuesta natural del organismo a una enfermedad como parte del sistema inmune.